# Anne Zernike

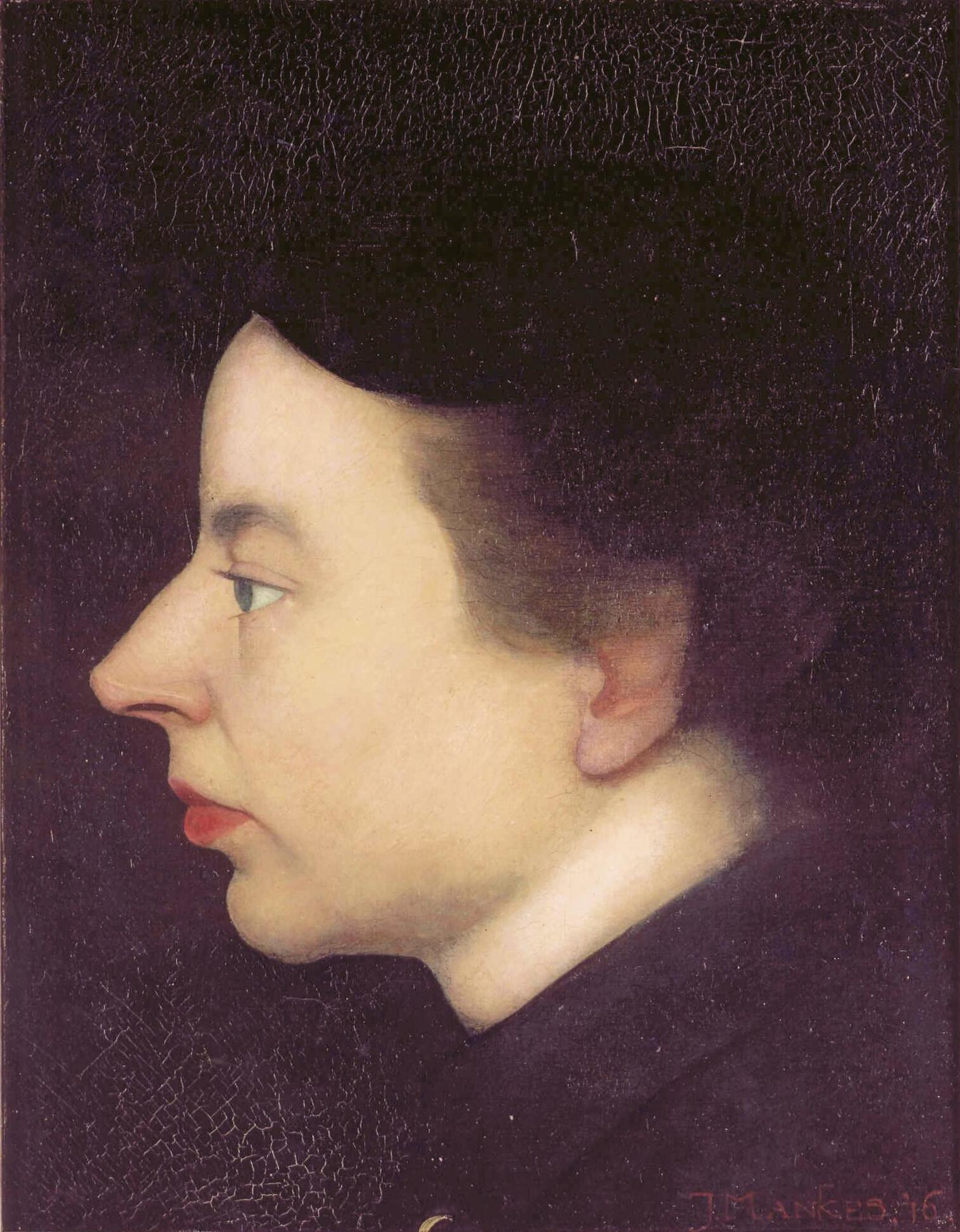
Anne Mankes-Zernike, retrato pintado por su esposo Jan Mankes en 1916.

Anne Zernike (Ámsterdam, 30 de abril de 1887 - Amersfoort, 6 de marzo de 1972), fue una teóloga, predicadora y pastora cristiana.

## Vida familiar
Era hija de los profesores de matemáticas, Carl Frederick August Zernike y Antje Dieperink. Tuvo cinco hermanos, entre ellos Frits Zernike, galardonado con el Premio Nobel de Física, en 1953 y, la escritora Elisabeth Zernike
En el verano de 1913 conoció al pintor Jan Mankes, con quien se casó en 1915, tras lo cual se trasladó a La Haya. Como Mankes contrajo tuberculosis, decidieron en 1916 ir a vivir en Eerbeek, Gelderland, con la esperanza de que la zona boscosa tendría efecto favorable para su salud. En 1918 tuvieron un hijo, Beint. En 1920 murió Jan Mankes.

## Teóloga y predicadora
Obtuvo la licenciatura en la Universidad de Ámsterdam en 1909. Ese mismo año fue bautizada, e ingresó en el Seminario Teológico Menonita de Ámsterdam, donde se graduó dos años después. El presidente de la Sociedad General Menonita señaló entonces que la decisión de abrir el paso a las mujeres "tomó tiempo y fe".
En 1911 se convirtió en la primera mujer en ejercer como pastora cristiana en Holanda. Su ministerio comenzó en la iglesia menonita, en el pueblo frisón de Bovenknijpe (cerca de Heerenveen). Predicó por primera vez la tarde del 5 de noviembre de 1911 sobre  1Corintios 1:24 "No es que pretendamos dominar sobre vuestra fe, sino que somos colaboradores con vosotros para vuestra alegría; porque en la fe permanecéis firmes".
En 1918 se doctoró en Teología, con la tesis "El materialismo histórico y la ética socialdemócrata". Desde 1920 fue dirigente de la organización protestante holandesa Margen Izquierda. A partir de 1921 Anne fue nombrada predicadora de la iglesia de la Federación Protestante Holandesa NPB. Mientras cumplía sus tareas pastorales con minuciosidad y cuidado,se convirtió también en comentarista sobre temas sociales e internacionales. Se jubiló en 1948.

## Escritos
Sus principales obras fueron Los problemas educativos (Ámsterdam, 1924); Rainer Maria Rilke: Un enfoque (Róterdam, 1925); Jan Mankes (biografía, en conjunto con R. N. Roland Holst Utrecht, 1923, 1928); Las religiones y la religión histórica y universal (Assen, 1938); El hombre y su religión (1941).
Tradujo al holandés en 1928 el libro de Ernst Toller, 'El día de las golondrinas.
En 1956 publicó su autobiografía, Una mujer en el maravilloso ministerio. Memorias de una pastora..

## Últimos años
En la década del 60 Anne fue a vivir con su hijo y la familia de él, en Laren.